# Wierzchy (Lubomino)
Wierzchy (deutsch Neusorge) war ein Ort in der polnischen Woiwodschaft Ermland-Masuren. Seine Ortsstelle befindet sich im Gebiet der Gmina Lubomino (Landgemeinde Arnsdorf) im Powiat Lidzbarski (Kreis Heilsberg).
Die Ortsstelle von Wierzchy liegt im Nordwesten der Woiwodschaft Ermland-Masuren, 42 Kilometer südöstlich der früheren Kreisstadt Braunsberg (polnisch Braniewo) bzw. 17 Kilometer westlich der heutigen Kreismetropole Lidzbark Warmiński (deutsch Heilsberg).
Das einstige Neusorge war eine Försterei und lag ganz im Osten des früher so genannten Wagter Zinnwalds. 1820 wurde sie als ein Vorwerk erwähnt. Im Jahre 1905 zählte die Försterei sechs Einwohner, und bis 1945 war sie ein Wohnplatz der Stadt Wormditt (polnisch Orneta) im ostpreußischen Kreis Braunsberg.
Nach der Abtretung des gesamten südlichen Ostpreußen 1945 in Kriegsfolge an Polen erhielt Neusorge die polnische Namensform „Wierzchy“. Heute wird der Ort nicht mehr genannt, er gilt als untergegangen. Seine nicht mehr wahrnehmbare Ortsstelle liegt innerhalb der Gmina Lubomino im Powiat Lidzbarski in der Woiwodschaft Ermland-Masuren.
Bis 1945 war Neusorge sowohl in die römisch-katholische Pfarrei Wormditt (Orneta) im damaligen Bistum Ermland, als auch in die evangelische Kirche Wormditt in der Kirchenprovinz Ostpreußen der Kirche der Altpreußischen Union eingegliedert.
Die nicht mehr erkennbare Ortsstelle von Wierzchy resp. Neusorge ist über eine Landwegverbindung von Wolnica (Freimarkt) aus zu erreichen.